# Doyle's Delight
Doyle's Delight is de hoogste berg van Belize met een hoogte van 1.124 m. De berg ligt op de hoofdketen van het Mayagebergte, in het zuidwesten van Belize.
De naam Doyle's Delight werd voor het eerst bedacht door Sharon Matola in een rapport uit 1989. De naam is gebaseerd op Sir Arthur Conan Doyle's boek The Lost World (1912), waarin de quote "there must be something wild and wonderful in a country such as this, and we're the men to find it out!" voorkomt.
De officiële website van de regering van Belize noemt Doyle's Delight het hoogste punt in Belize. Onlangs is er een poging gedaan om de piek te hernoemen naar "Kaan Witz", wat Maya is voor "Hemelberg", maar de nieuwe naam is niet algemeen geaccepteerd.
Hoewel Victoria Peak jarenlang werd aangeprezen als het hoogste punt in Belize, hebben recente evaluaties uitgewezen dat die berg blijkbaar iets lager ligt op 1.120 meter. Victoria Peak ligt ten oosten van de Maya Mountain Divide in het Stann Creek District en bij helder weer is de dramatische piek zichtbaar vanaf de kust. Doyle's Delight ligt in het hart van het Mayagebergte en maakt deel uit van een zacht glooiende bergketen zonder indrukwekkende piek.

## Expedities
Er is een open plek op de piek die wordt onderhouden door de Belize Defence Force en het Britse leger als helikopterlandingsplaats. In 1970 werd een onderzoeksmarker geplaatst op het hoogste punt van de bergkam.
In 2004 en 2007 bereikten ecologen de top met behulp van een helikopter en onderzochten Doyle's Delight en aangrenzende bergkammen om de ecologie en biodiversiteit van de regio beter te begrijpen. Deze inspanningen waren gericht op planten, schimmels, insecten, amfibieën, vogels en kleine zoogdieren, en leverden voorlopige inventarisatiegegevens op voor het gebied. Twee opmerkelijke expedities van bergbeklimmers, in 2007 en 2008, bereikten de top door acht dagen te wandelen en te klimmen door de maagdelijke jungle.